# Marian Konopiński
Marian Konopiński (Przemęt, 10 settembre 1907 – Dachau, 1º gennaio 1943) è stato un presbitero polacco, morto in prigionia nel campo di concentramento di Dachau dove era stato rinchiuso per la sua opposizione al regime nazista. È stato dichiarato martire e venne beatificato da Giovanni Paolo II nel 1999.
Il suo elogio si legge nel Martirologio romano al 1º gennaio.